# Bibliothèque technique de Montréal

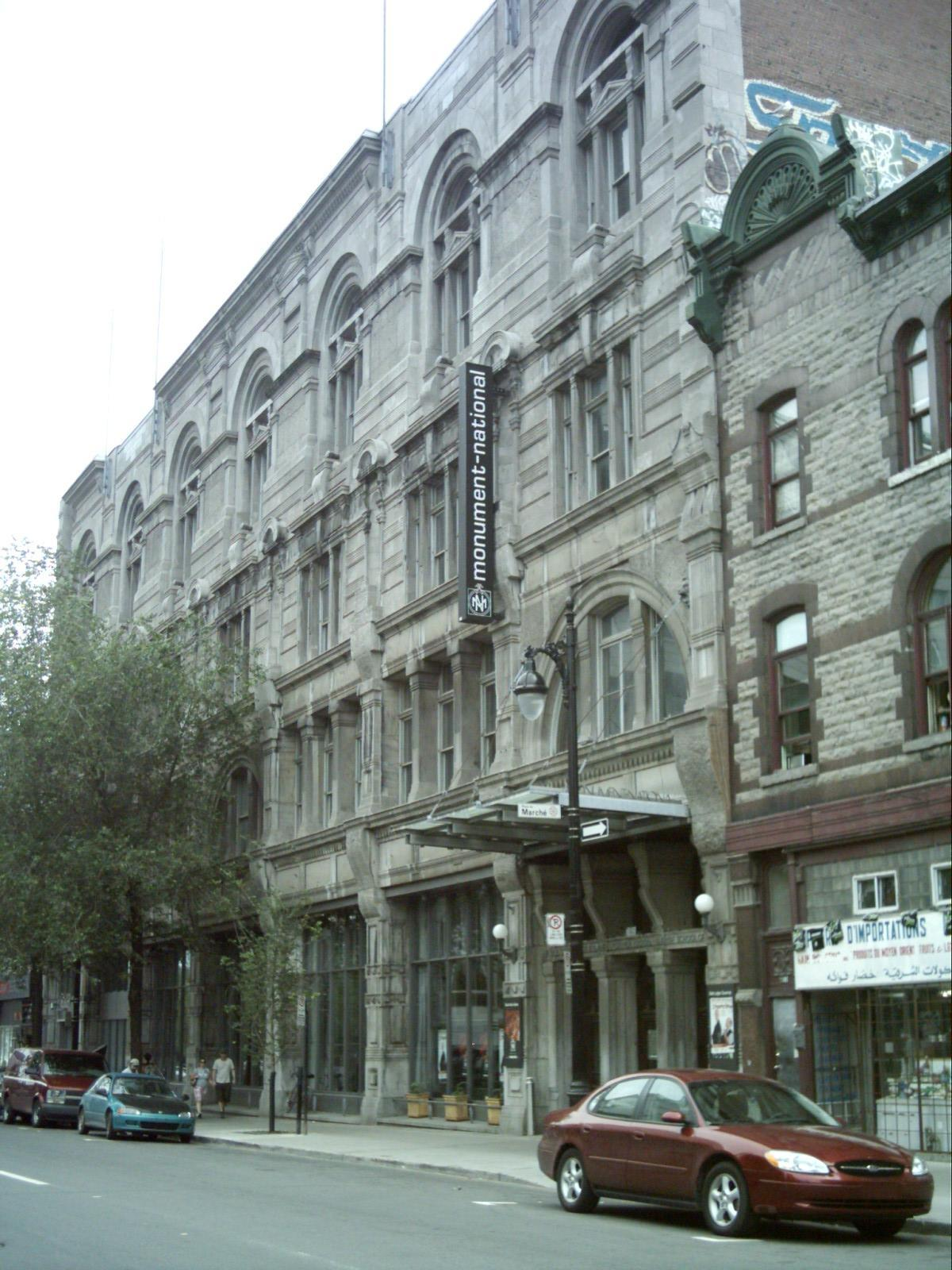
Monument national de Montréal, boulevard Saint-Laurent.

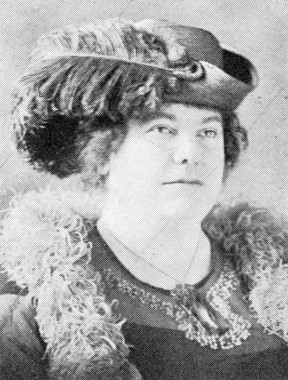
Éva Circé-Côté, première bibliothécaire de la bibliothèque technique de Montréal.

La bibliothèque technique de Montréal, aussi connue sous le nom de bibliothèque industrielle ou de bibliothèque civique, ouvre ses portes le 1er septembre 1903 au Monument national sur le boulevard Saint-Laurent à Montréal. Cette bibliothèque fut créée à l’initiative de la Société Saint-Jean-Baptiste et de la Chambre de Commerce de Montréal à la suite de l’abandon du projet de bibliothèque Carnegie par d’administration de la Ville de Montréal. Son mandat était celui d’une bibliothèque industrielle et scientifique, soit d'héberger une collection d’ouvrages techniques devant répondre aux besoins des travailleurs. La bibliothèque était ouverte tous les jours, de 9 heures à 22 heures et l’accès à sa salle de lecture gratuit. Un dépôt de trois dollars était exigé pour l’emprunt de document pour une durée de quinze jours. 

## Collection
En 1903, la Commission de la bibliothèque approuva l’acquisition de 1 500 ouvrages d’une valeur de 4 000 $ pour la mise sur pied de la collection. Cette collection initiale, aux trois quarts en langue française, était composée d’encyclopédies Larousse et Britannica ainsi que d'ouvrages portant sur différents domaines scientifiques et techniques. Dès son ouverture, la journaliste Éva Circé-Côté fut nommée bibliothécaire à la tête de la bibliothèque technique avec salaire de 33,32 $ par mois. Au cours de ses premières années d’existence, la bibliothèque élargit graduellement ses champs d’intérêt et fait l’acquisition d’ouvrages littéraires amorçant ainsi sa transition vers une bibliothèque générale. En 1907, sa collection comprenait 4000 volumes, dont des livres de Balzac, Diderot, Dumas, Renan, Rousseau, Sand ou Voltaire, certains étant à l’Index. Ces œuvres n'étaient toutefois pas en libre accès.  
L’élargissement de la collection provoqua une vive semonce de la part de Paul Bruchési, qui désapprouvait fortement la présence des œuvres littéraires au sein de la bibliothèque. Malgré les débats opposant la Commission de la bibliothèque et Bruchési, le Conseil de la Ville adopta en 1908 un règlement maintenant le bon fonctionnement de la bibliothèque technique de Montréal et la conservation des œuvres littéraires . En 1910, la Ville fit l’acquisition de l'importante collection Gagnon, conférant ainsi officiellement à la bibliothèque un caractère plus généraliste. Au fil des années, la collection s’agrandira au point où la bibliothèque dut déménager en 1911 sur la rue Sherbrooke, dans l’édifice de l’École technique. 